# Вишняков, Сергей Фёдорович
Серге́й Фёдорович Вишняков (17 ноября 1918, Новозыбков Черниговская губерния, Украинская советская республика — 10 июня 1958, Болгария) — советский лётчик-ас истребительной авиации двух войн: в Великой Отечественной войне (10+1 побед) и Корейской войны (6 побед). Генерал-майор авиации (1957).

## Биография
В 1933 году окончил 7 классов средней школы в Новозыбкове, в 1934 году — школу фабрично-заводского ученичества Оргоборонпрома. Работал на заводе рабочим-шлифовщиком. В 1940 году окончил аэроклуб.
В феврале 1940 года был призван в Красную Армию по спецнабору и направлен на учёбу в Борисоглебскую военную авиационную школу лётчиков имени В. П. Чкалова. Окончил её осенью 1941 года в звании сержанта. С октября 1941 года сержант С. Ф. Вишняков для дальнейшего прохождения службы был направлен в 28-й истребительный авиационный полк (6-й истребительный авиационный корпус ПВО, ВВС Московского военного округа, полк базировался на аэродроме Монино. В составе полка с октября 1941 года участвовал в Великой Отечественной войне, обороняя Москву с воздуха в ходе Московской битвы. Сражался на Западном, Калининском, Брянском, 1-м, 2-м и 3-м Белорусских, 1-м и 2-м Прибалтийских фронтах. Был ранен.
С октября 1942 года воевал в составе 434-го истребительного авиационного полка (Калининский фронт), в составе которого в марте 1943 года сбил свой первый вражеский самолёт. С июля 1943 года и до конца войны сражался в составе элитного 32-го гвардейского истребительного авиационного полка. Полк являлся отборной частью, сформированной из лучших лётчиков по инициативе полковника Василия Сталина (который одно время был командиром этого полка) и предназначался для завоевания господства в воздухе и уничтожения бомбардировочной авиации противника в ходе активных боевых операций. В этом полку воевал на Брянском, 1-м Прибалтийском, 2-м Прибалтийском, 1-м Белорусском и 3-м Белорусском фронтах. Участвовал в Орловской, Брянской, Городокской, Белорусской, Прибалтийской, Восточно-Прусской, Берлинской наступательных операциях. В полк был зачислен командиром звена, в ноябре 1943 года стал заместителем командира эскадрильи, весной 1945 года — командиром эскадрильи. В 1943 году вступил в ВКП(б).
На фронтах войны к маю 1945 года выполнил 308 боевых вылетов, провёл 95 воздушных боёв, сбил 10 самолётов противника лично и 1 в составе группы. В бою 29 июня 1944 года был легко ранен.
После окончания войны продолжил службу в 32-м гвардейском истребительном авиаполку, стал помощником командира полка по тактике воздушного боя и стрельбе. С марта 1950 года — лётчик-инспектор по технике пилотирования и теории полёта 324-й истребительной авиационной дивизии, ВВС Московского военного округа. В составе дивизии в декабре 1950 года убыл в правительственную командировку в Китай.
С 22 апреля 1951 года по февраль 1952 года участвовал в боевых действиях Корейской войны. В апреле с штабной должности в дивизии был назначен командиром дивизии И. Н. Кожедубом на должность командира 176-го гвардейского истребительного авиационного полка взамен снятого с должности прежнего командира, не справившегося с командованием в боях. Вишняков сумел наладить эффективные действия лётчиков-истребителей и сам подавал им личный пример, возглавляя группы и участвуя почти во всех групповых боях полка. Совершил около 100 боевых вылетов, провёл около 30 воздушных боёв, в которых лично сбил 6 самолётов противника (3 истребителя F-86 «Sabre», истребители «Мустанг», «Метеор», F-84 «Thunderjet»). Полк под его командованием уничтожил 92 самолёта противника, потеряв немногим более 10-ти своих машин.
Участвуя в двух войнах, Сергей Фёдорович Вишняков стал асом на поршневых истребителях в Великой Отечественной войне и на реактивных истребителях в Корейской войне. Такого выдающегося результата кроме него достигли лишь несколько лётчиков: Герой Советского Союза Степан Бахаев, Герой Советского Союза Александр Карасёв, Герой Советского Союза Виктор Колядин, Герой Советского Союза Григорий Дмитрюк, Степан Артемченко, Алексей Митусов, истребители ВВС США Джордж Дэвис, Вермонт Гаррисон, Джеймс Хагерстром, Фрэнсис Габрески, Джон Болт, Уильям Уиснер, Гаррисон Тинг. За свои две войны сбил 16 самолётов лично и 1 в группе.
После возвращения в СССР продолжил командовать полком. В январе 1953 года окончил курсы по усовершенствованию командиров и начальников штабов авиадивизий при Военно-воздушной академии. С ноября 1953 года — заместитель командира, а с февраля 1955 года — командир 324-й истребительной авиационной дивизии (52-я воздушная истребительная армия ПВО, Московский округ ПВО). В декабре 1957 года назначен военным советником при командующем истребительной авиации Болгарской народной армии.
10 июня 1958 года С. Ф. Вишняков трагически погиб при исполнении служебных обязанностей. Во время ночного тренировочного полёта на самолёте МиГ-15УТИ с болгарским лётчиком при резком маневре сорвало фонарь кабины, который при этом ударил в голову генерала Вишнякова. Смерть наступила мгновенно. Болгарский лётчик благополучно посадил самолёт.
Генерал-майор авиации С. Ф. Вишняков похоронен в городе Калуге.

## Воинские звания
- Сержант (октябрь 1941)
- Младший лейтенант (6.11.1942)
- Лейтенант (31.07.1943)
- Старший лейтенант (21.12.1943)
- Капитан (30.05.1944)
- Майор (6.06.1945)
- Подполковник (31.01.1950)
- Полковник (17.02.1951)
- Генерал-майор авиации (27.08.1957)

## Награды
- орден Ленина (10.10.1951);[3]
- 4 ордена Красного Знамени (4.03.1942, 31.07.1943, 7.04.1944, 25.09.1952);
- 2 ордена Отечественной войны 1-й степени (30.05.1943, 11.10.1944);
- орден Отечественной войны 2 степени (10.09.1944);
- 2 Орден Красной Звезды (22.02.1955, 26.10.1955);
- медаль «За боевые заслуги» (15.11.1950);
- медаль «За оборону Москвы»;
- медаль «За взятие Берлина»;
- другие медали СССР;
- медаль «Китайско-советская дружба» (КНР).